# Ортогональний базис
Ортогональний базис — ортогональна система елементів лінійного простору зі скалярним добутком, що має властивість повноти.

## Скінченновимірний випадок
Ортогональний базис — базис, складений з попарно ортогональних векторів.
Ортонормований базис задовольняє ще й умові одиничності норми всіх його елементів. Тобто це ортогональний базис з нормованими елементами.
Останній зручно записується за допомогою  символу Кронекера:
{\displaystyle (e_{i},e_{j})=\delta _{ij}\ }
тобто скалярний добуток кожної пари базисних векторів дорівнює нулю, коли вони не збігаються ({\displaystyle i\neq j}), і дорівнює одиниці при однаковому індексі, тобто коли береться скалярний добуток будь-якого базисного вектора з самим собою.
Дуже багато викладок записуються в ортогональному базисі набагато простіше, ніж у довільному, тому часто намагаються використовувати саме такі базиси, якщо тільки це можливо, або якщо використання якогось спеціального неортогонального базису не дає особливих спеціальних зручностей. Або якщо не відмовляються від неї на користь базису загального вигляду з міркувань загальності.
Ортонормований базис є самодуальним (дуальний йому базис збігається з ним самим). Тому в ньому можна не робити відмінності між верхніми і нижніми індексами, і користуватися, скажімо, тільки нижніми (як звичайно і прийнято, якщо звичайно при цьому використовуються тільки ортонормований базис).
Лінійна незалежність випливає з ортогональності, тобто досягається для ортогональної системи векторів автоматично.
Коефіцієнти у розкладанні вектора по ортогональному базису:
{\displaystyle \ \mathbf {a} =a_{1}\mathbf {e_{1}} +a_{2}\mathbf {e_{2}} +...+a_{n}\mathbf {e_{n}} }
можна знайти так:
{\displaystyle \ a_{i}={\frac {(\mathbf {a} ,\mathbf {e_{i}} )}{(\mathbf {e_{i}} ,\mathbf {e_{i}} )}}}.
Аналогічні співвідношення мають місце і для нескінченновимірного випадку (див. нижче).

## Нескінченновимірний випадок
Ортогональний базис — система попарно ортогональних елементів {\displaystyle e_{1},e_{2},...,e_{n},...} Гільбертового простору {\displaystyle X} така, що будь-який елемент {\displaystyle x\in X} однозначно представляється у вигляді ряду, що сходиться за нормою
{\displaystyle x=\sum _{n=1}^{\infty }a_{n}e_{n},}
що називається ряд Фур'є елемента {\displaystyle x} за системою {\displaystyle \{e_{n}\}}.